# Ferranti Mercury
La Ferranti Mercury fue una computadora comercial diseñada a mediados de la década de 1950 por Ferranti. Fue la sucesora de la Ferranti Mark 1, a la que se le agregó una unidad de punto flotante para mejorar su desempeño. Asimismo se le mejoró la confiabilidad reemplazando la memoria de tubo Williams con memoria de núcleos magnéticos y reemplazando muchos componentes valvulares por unidades de estádo sólido. La computadora poseía unos 2000 válvulas (principalmente del tipo péntodo CV2179/A2134, péntodo EL81 y tríodos dobles CV2493/ECC88), y 2000 diodos de germanio. Se vendieron diecinueve unidades antes que Ferrante avanzara hacia nuevos modelos.

## Historia
Cuando la Mark I comenzó a funcionar en 1951, su confiabilidad era pésima. La principal preocupación era la memoria de tambor, que se rompía muy a menudo. Por lo demás, la máquina tenía 4.200 válvulas termiónicas, principalmente péntodos EF50 y diodos, que debían ser reemplazados constantemente durante su operación. Los tubos Williams, empleados en esa época como dispositivos de memoria aleatoria y registros, eran confiables pero requerían también u mantenimiento constante. Tan pronto como el sistema se encendía, debía haber un equipo de personas que solucionara sus desperfectos.
Un equipo de ingenieros decidió producir un sistema mucho más pequeño y con mejor efectividad, transistorizada completamente. Funcionó por primera vez en noviembre de 1953 y se cree que fue la primera computadora completamente transistorizada. Metropolitan-Vickers luego la fabricó para venta comercial bajo el nombre de Metrovick 950, vendiendo siete de ellas.

### Prototipo: Meg
Otro equipo técnico, que incluía a los principales diseñadores de la Mark I, comenzó a diseñar una computadora muy similar a la Mark I original, pero reemplazando las válvulas utilizadas como diodos con diodos de estado sóllido. En esa época las computadoras se utilizaba casi siempre en tareas científicas, por lo que decidieron agregar una unidad de punto flotante para mejorar mucho el desempeño en este tipo de cálculo. La computadora debería funcionar a 1 MHz, ocho veces más rápida que los 125 kHz de la Mark 1, por lo que la bautizaron como "máquina megaciclo" y eventualmente con el coloquial "Meg" (un nombre de mujer).
Meg funcionó por primera vez en mayo de 1954. El uso de diodos de estado sólido redujo la cantidad de válvulas a más de la mitad, haciendo caer también sus requerimientos de potencia eléctrica desde los 25 kW de la Mark I a los 12 kW de la Meg. Al igual que su antecesora, Meg estaba basada en una WORD corta de 10 bits, que combinaba dos WORD para formar una dirección de 20 bits y cuatro para conformar un integral de 40 bits. Esto era el resultado de las propiedades físicas de los tubos Williams, que eran empleados para hacer ocho líneas B, o en terminología actual, registros acumulador/índice. Meg podía multiplicar dos integrales en unos 60 milisegundos. La unidad de punto flotante empleaba tres WORD para una mantisa de 30 bits, y otra como un exponente de 10 bit. Podía sumar dos números de punto flotante en unos 180 microsegundos, y multiplicarlos en 360µs.

## Versión comercial: Mercury
Ferranti, que había construido la Mark I para las universidades, continuó desarrollando el prototipo Meg hasta lograr el diseño Mercury. El cambio principal fue reemplazar los tubos Williams por memoria núcleo. Aunque de menor tiempo de acceso (con alrededor de 10 µs para una WORD corta de 10-bit) el sistema no requería casi mantenimiento, lo cual era considerablemente más importante para los usuarios comerciales. Se incorporaban 1024x40 bits de memoria núcleo, respaldados por cuatro tambores, cada uno albergando 4096×40 bits.
La máquina podía correr Mercury Autocode, un sistema de programación simplificado del tipo luego descripto como lenguaje de programación de alto nivel.
Gran parte de la información del hardware de la Mercury y del sistema de programación Autocode se incluye en un manual de autocode descargable.
La primera de las 19 computadoras fabricadas se entregó en agosto de 1957. La Universidad de Mánchester recibió una en febrero de 1958. Tanto el CERN de Ginebra y el Establecimiento de Energía Atómica en Harwell recibieron las suyas en 1958. La Universidad de Buenos Aires recibió una en 1960, la cual fue bautizada Clementina: la primera computadora para fines científicos en Argentina.

## Emuladores disponibles
Existe un emulador. libre y de código abierto de la Ferranti Mercury, programado en Python 3 en el año 2021 por un entusiasta de Argentina, el cual contiene una copia del "Input Routine" (una suerte de sistema operativo primitivo) y puede correr programas básicos, tales como transfererencia de datos entre la memoria de cilindro magnético (magnetic drum memory en inglés) y la memoria de núcleos magnéticos (magnetic core memory en inglés).